# Lichtental
Lichtental byl do roku 1850 samostatnou obcí (předměstím) a dnes je městskou čtvrtí IX. vídeňského okresu Alsergrundu. Leží v jeho severní části a je obklopen jeho čtvrtěmi Althangrundem, Thurygrundem a Himmelpfortgrundem.

## Historie

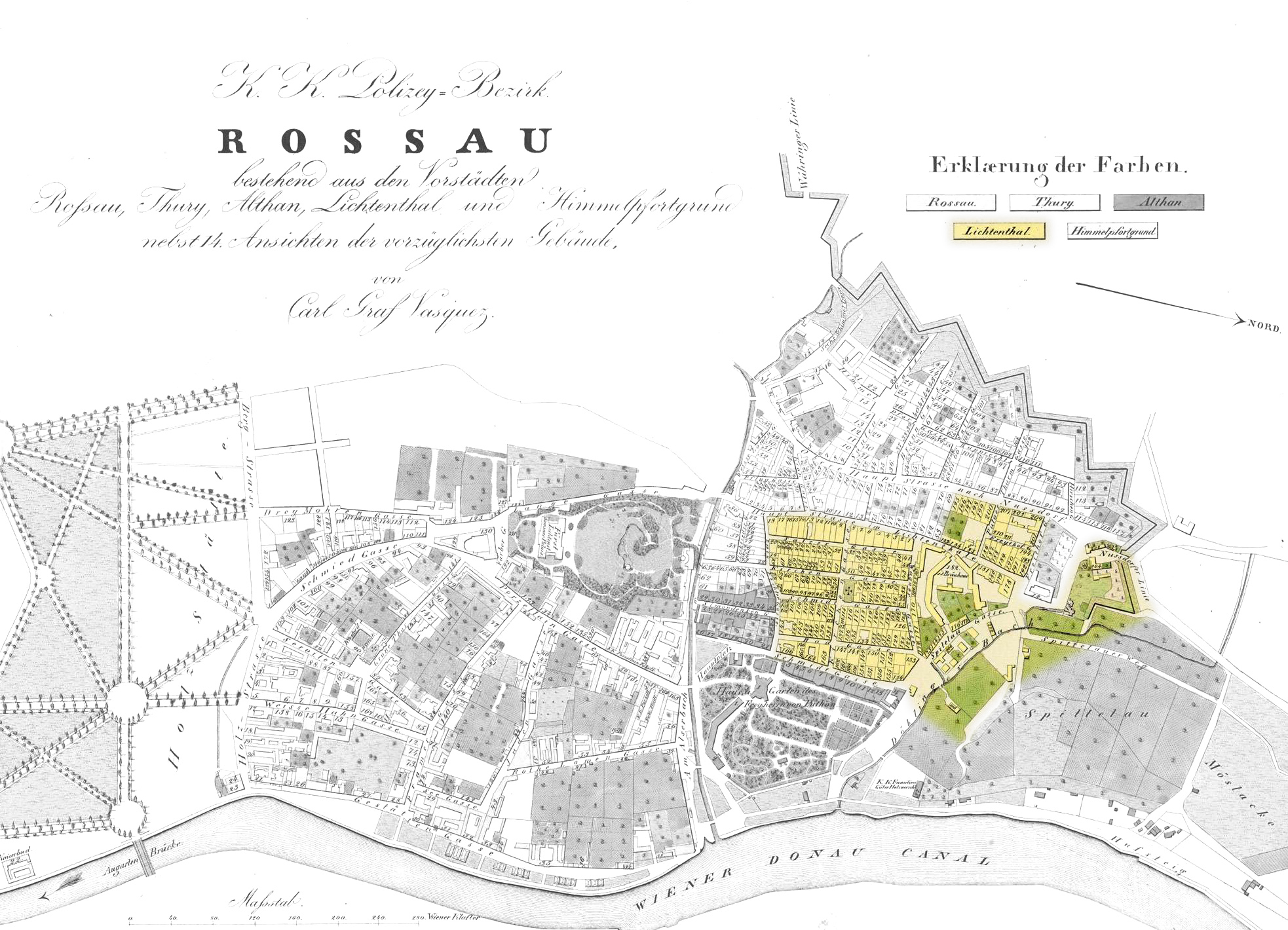
Lichtental okolo roku 1830

Poprvé je oblast zmíněna v písemnostech z roku 1280 jako "Lichtenwerd". Název werd označoval ostrov mezi Dunajským kanálem a bývalým ramenem Dunaje v poloze dnešní Liechtensteinstraße. Jméno Lichtental pochází z názvu louky Talwiese.
Původně Lichtental patřil k Roßau. V roce 1687 získal tamní Auersperskou zahradu kníže Jan Adam I. z Lichtenštejna a roku 1694 začal na získaném pozemku se stavbou pivovaru a hospodářských budov, které tvořily zázemí jeho nového paláce. V roce 1699 byla zbývající část rozparcelována a nazývala se Liechtensteinthal nebo zkráceně Liechtental. Kníže se marně pokoušel na počest císaře prosadit pojmenování Karlstadt.
Oblast byla plánovaně osídlena, zástavba sahala od dunajského břehu až po Nußdorferstraße. První dům postavil obuvník Johann Friedrich Ries v Salzergasse 38 (U zlatého klíče). V roce 1701 již na dřívější louce stálo 14 domů. Do roku 1720 dalších 23, do 1730 dalších 42. Roku 1740 už stálo celkem 95 domů a území bylo zcela zastavěno.
Zahuštění osídlení vyvolalo také potřebu stavby kostela, protože prozatímní bohoslužby se konaly v pivovaru. V roce 1712 byla zahájena výstavba kostela Čtrnácti svatých pomocníků, později zvaného také Schubertkirche. Dokončen byl v roce 1718, o pět let později povýšen na farnost (dříve patřilo území pod kostel ve Währingu) a až roku 1730 vysvěcený. Nárůst počtu obyvatel vyvolal už v letech 1769–1773 jeho rozšíření.

## Významní obyvatelé
- Catarina Cavalieri (1755-1801) – pěvkyně
- Johann Baptist Drechsler (1756-1811) – malíř
- Josef Moser (1779-1863) – lékárník a průkopník plynového osvětlení
- Franz Xaver Petter (1791-1866) – malíř
- Franz Schubert (1797-1828) – hudební skladatel